# 久保和彦 (野球)
久保 和彦（くぼ かずひこ、1925年 - 2008年4月3日）は、広島県広島市出身の高校野球指導者。
広島県崇徳高校野球部監督として1976年春センバツで初出場初優勝を果たした。

## 経歴
広島原爆投下から一年後の1946年、旧制崇徳中学校時代に野球部を復活させ、1947年正式に創部された同校野球部の初代監督に就任。野球の経験については不明。1950年に広島県高校野球連盟に加盟。以降、1954年まで監督を務めた後、出たり入ったりし、復帰した1961年夏甲子園では同校を甲子園初出場に導き、ベスト8まで進出させた。久保は日本ボクシング連盟の常任理事を務めるなど、ラグビー、柔道、拳法などスポーツの達人で、他のスポーツからヒントを得た練習を取り入れ、特に広島商業の緻密な野球のアンチテーゼとして、打撃中心の練習に時間を割いた。筋力トレーニング導入といえば、1980年代の池田高校が有名であるが、筋力トレーニングは1970年代から高校野球の練習に既に取り入れられていた。崇徳の県内のライバルだった県工（県立広島工業）は、当時の高校野球界でタブーとされていた筋力トレーニングを採り入れていたといわれる。読売新聞1976年3月21日付の選抜高校野球特集で「今はやりのバーベルやサーキットトレーニングは疑問。ウサギ飛びなどで太ももと腹筋、背筋さえ鍛えればいい、と独特の体づくりをした」と久保が話したという記事が載る。広島の高校野球界は広島商業・広陵の二強時代が長く続き、両チームの壁に他校は何度も跳ね返されたが、1973年に広島商業が夏の甲子園を緻密な野球で制したことで、広島県予選決勝で広商に負けたのを見た崇徳に中学生がたまたま集まり、黒田真二、應武篤良、山崎隆造、小川達明ら、"超高校野球選手"を揃えて1976年春のセンバツで全国制覇を果たした。ただ決勝の小山高校戦試合後のNHK全国放送のインタビューで「小山のエースはウチの二番手（投手）」などと発言し、これら舌禍事件の影響で、監督の座を追われた。しかしこの年の崇徳は"センバツ史上最強チーム"とも、"広島県高校野球史上最強のチーム"とも称され、広島のオールド高校野球ファンから今なお伝説的に語られている。